# Беттанье, Альбер
Альбер Беттанье (фр. Albert Bettannier; 12 августа 1851, Мец — 17 ноября 1932, Париж) — французский художник.

## Биография
Сын Жана Беттанье и Мари Беллатт, Николя Альбер Беттанье родился в 1851 году в Меце. Обучаться живописи начинал у себя на родине. После уступки Эльзаса и Лотарингии Германии по результатам Франко-Прусской войны (вместе с Мецем) Беттанье мог получить немецкое гражданство и остаться жить в родном городе, но, как патриот, выбрал французское гражданство, и уже в 1872 году переехал в Париж.
В Париже Беттанье, при поддержке земляков, поступил в Высшую школу изящных искусств, где учился у Анри Лемана и Исидора Пилса. Патриотически настроенный художник не мог смириться с аннексией своей родной земли и регулярно выставлял на Парижском Салоне картины, посвящённые утрате Францией Лотарингии и Эльзаса.
После 1890 года Альбер Беттанье заинтересовался живописью по стеклу и украшением произведений декоративно-прикладного искусства. Но орден Почётного легиона в 1908 году он получил именно как станковый живописец.
Когда отношения с Германией накануне Первой мировой войны обострились, Беттанье снова создавал картины, проникнутые патриотическими мотивами. Однако масштаб потерь, понесённых Францией ради возвращения Эльзаса и Лотарингии (которое в итоге всё-таки состоялось), вероятно, впечатлил его.
Беттанье умер 17 ноября 1932 года в Париже и был похоронен на кладбище Вожирар.

## Галерея

«Чёрное пятно на карте» (на месте Эльзаса), или «Урок географии»
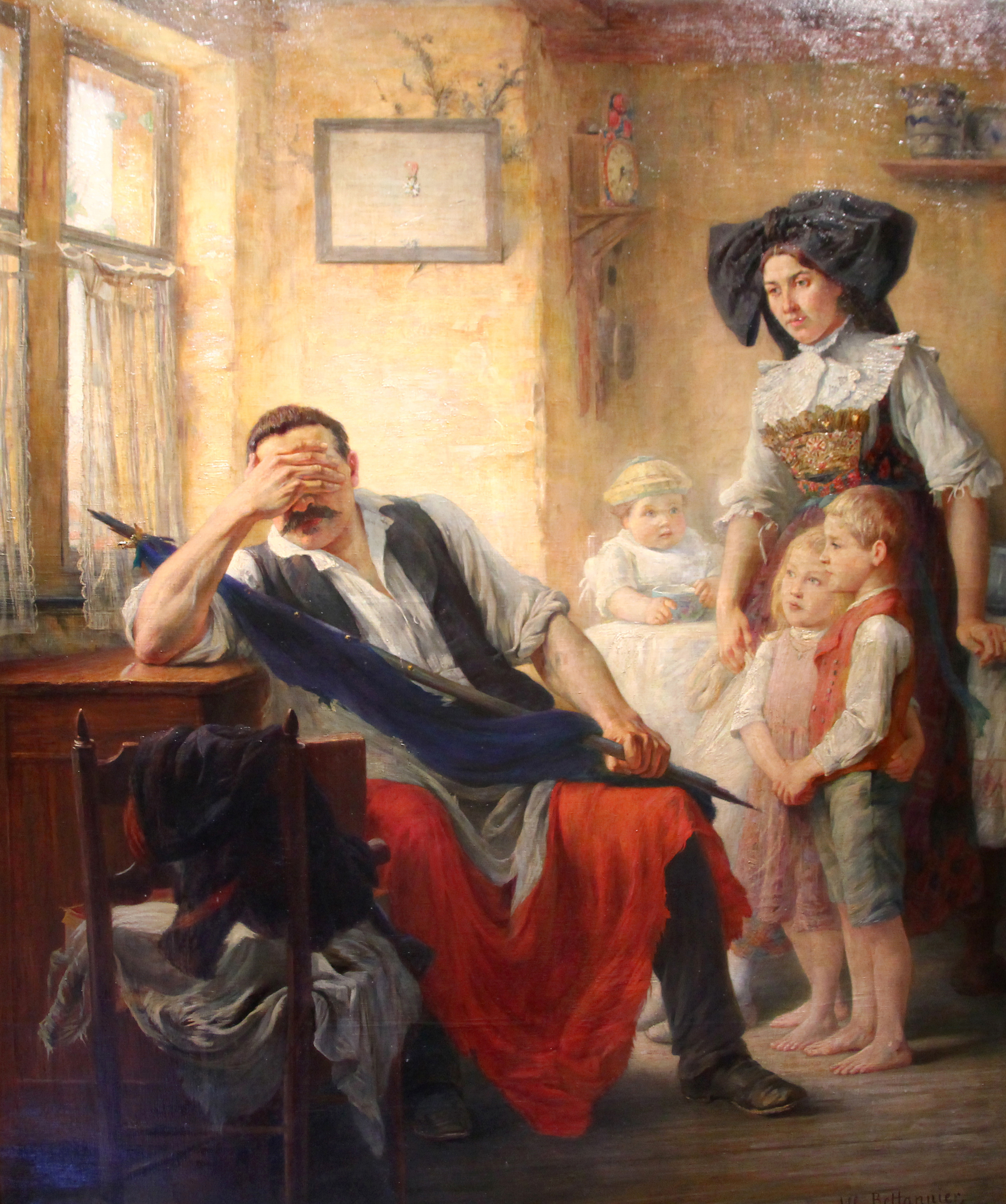
Аннексия Эльзаса
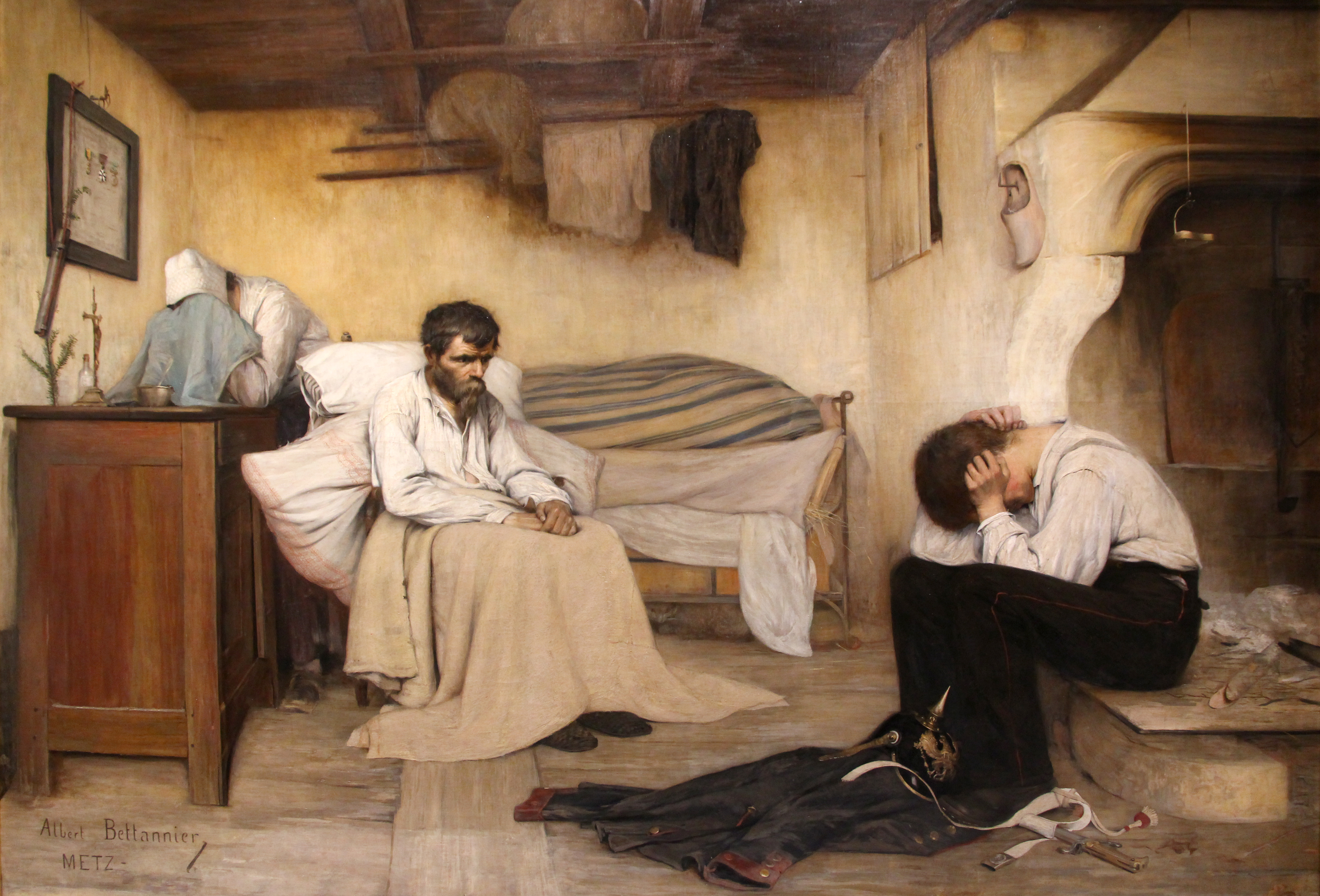
«Отчаяние, или аннексия Лотарингии»
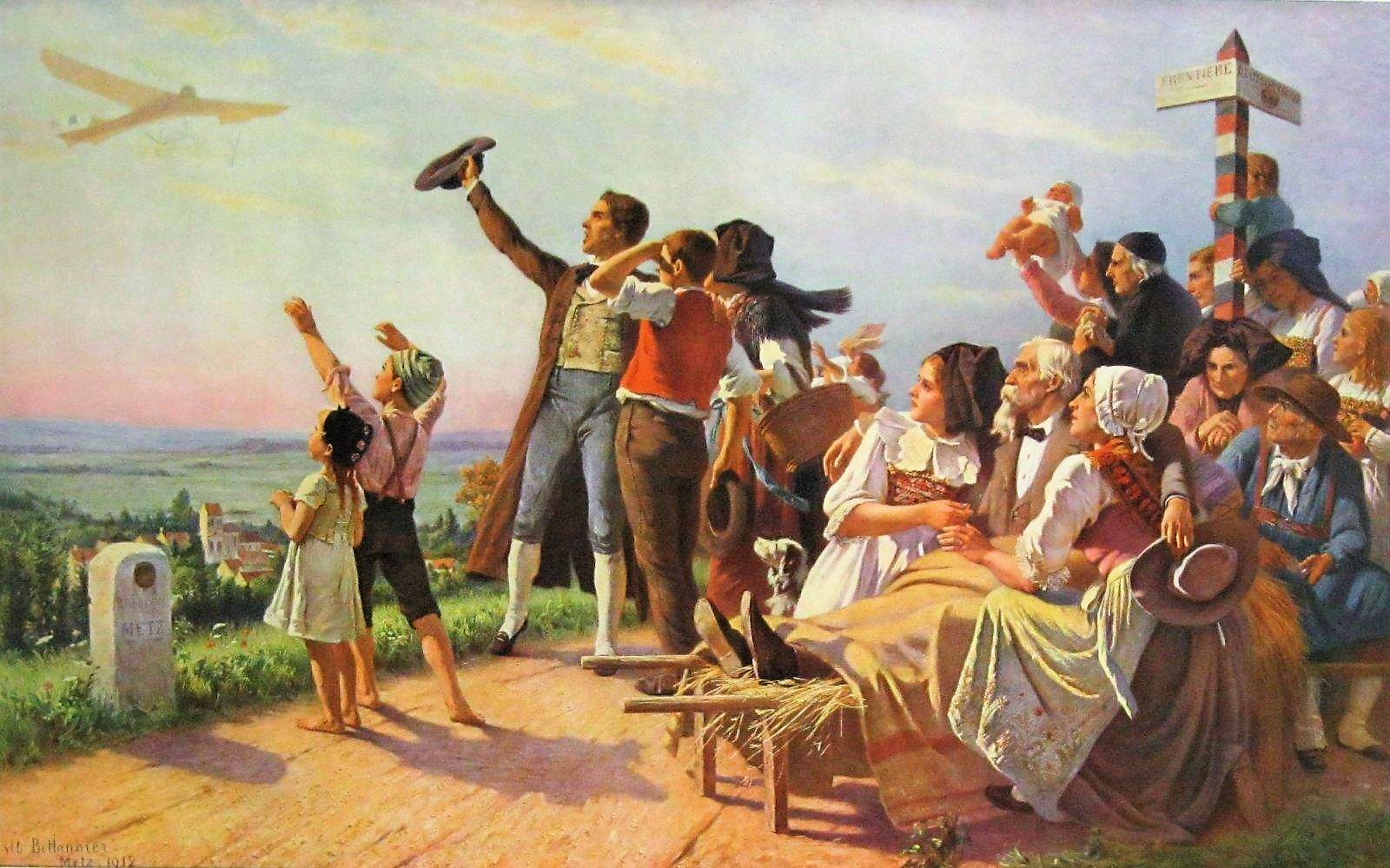
Французская авиация, 1911
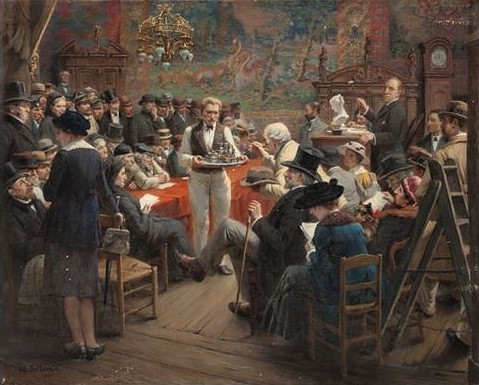
Аукцион в аукционном доме «Hotel Drouot»